# Михалас, Димитрий
Димитрий Мануэль Михалас (англ. Dimitri Manuel Mihalas; 20 марта 1939 — 21 ноября 2013) — американский астроном и астрофизик, работавший в Лос-Аламосской национальной лаборатории и получивший известность за исследования в области звёздных атмосфер.

## Биография
Димитрий Михалас родился 20 марта 1939 года в Лос-Анджелесе (шт. Калифорния, США) в семье с греческими корнями: его дед с семьёй эмигрировал из Греции в 30-е годы. В 1959 году получил степень бакалавра искусств с высшим отличием по физике, математике и астрономии от Калифорнийского университета. Уже через год получил степень магистра в Калифорнийском технологическом институте, а в 1963 году там же, под руководством Джона Беверли Ока (John Beverley Oke) защитил докторскую диссертацию по спектрам звёзд O-класса. При подготовке этой работы он использовал передовые теоретические модели того времени.
После защиты Михалас стал сотрудником кафедры астрофизики Принстонского университета, а через год, в 1964, начал преподавательскую деятельность в должности доцента (англ. assistant professor). В 1967 году Михалас перешёл в Чикагский университет, где в 1970 стал профессором.
В 1981 году Димитрий Михалас был избран членом Национальной академии наук США.
Махаласа характеризовали как пионера вычислительной физики и мирового лидера в области переноса излучения, радиационной гидродинамики и астрофизической количественной спектроскопии. В жизни Димитрий страдал от биполярного расстройства.
Он умер во сне в своём доме в Санта-Фе (шт. Нью-Мексико). Тело, согласно его воле, было передано в Медицинскую школу Университета Нью-Мексико, а коллекция книг — в Институт шахтёрства и технологий Нью-Мексико.